# لیسا لین مسترز
لیسا لین مسترز (انگلیسی: Lisa Lynn Masters; ۲۰ مارس ۱۹۶۴ – ۱۵ نوامبر ۲۰۱۶) هنرپیشه اهل ایالات متحده آمریکا بود. وی بین سال‌های ۱۹۹۶ تا ۲۰۱۶ میلادی فعالیت می‌کرد.